# Nähmaschinenmuseum Sommerfeld

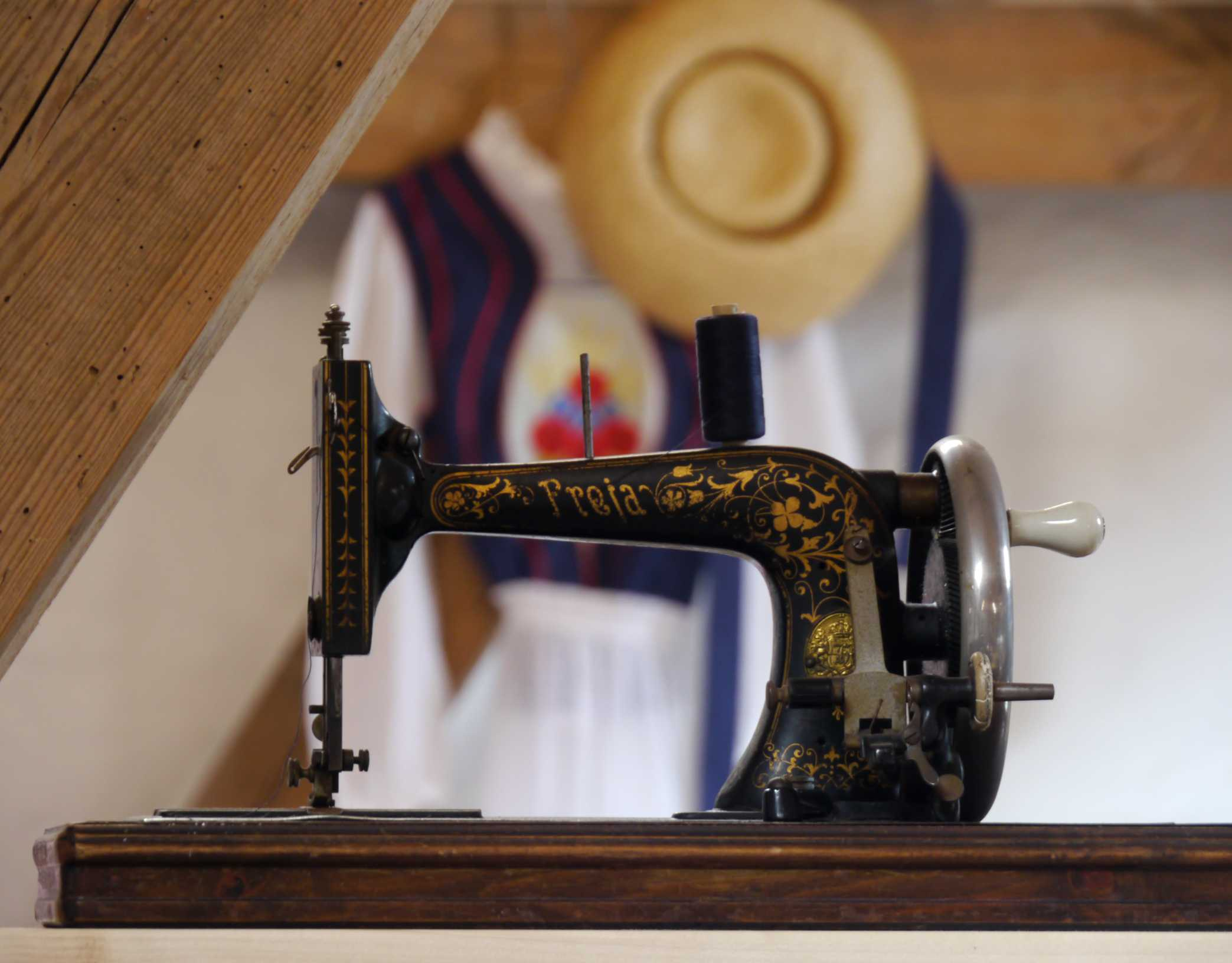
Nähmaschine von Freia im Nähmaschinenmuseum Sommerfeld

Das Nähmaschinenmuseum Sommerfeld ist ein Technikmuseum zur Geschichte und Funktionsweise von Nähmaschinen im Ortsteil Sommerfeld der brandenburgischen Stadt Kremmen. Das Nähmaschinenmuseum ist in einem ehemaligen Stall eines Vierseithofes untergebracht und wurde von Karin Hein und ihrer Familie im Jahr 2008 gegründet und aufgebaut.
Zu den über 240 Exponaten gehören Maschinen aus dem 19. Jahrhundert von einem der Erfinder von Nähmaschinen Elias Howe bis hin zu zeitgenössischen Modellen. Die meisten Hersteller und Anbieter von Nähmaschinen sind oft mit mehreren verschiedenen Modellen vertreten, wie zum Beispiel von Adler, Brennabor, Deutschland, Dürkopp, Dunkelmann, Excelsior, Freia, General Electric, Gloria, Göricke, Meister, Naumann, Opel, Peugeot, Pfaff, Phoenix, Singer, Teutonia, Tiger, Veritas oder Zündapp.
Die Sammlung wird ergänzt durch Reisenähmaschinen, Kindernähmaschinen, Pelznähmaschinen, Hutnähmaschinen, Stiefelnähmaschinen und eine Strumpfstopfmaschine. Zusätzlich sind auch technische Hilfsmittel wie Fingerhüte, Garne und Scheren ausgestellt.